# Supercupa Danemarcei
Supercupa Danemarcei a fost competiția fotbalistică de supercupă din Danemarca, disputată între campioana din Superliga Daneză și câștigătoarea Cupei Danemarcei.

## Ediții
- 1994  :  Brøndby IF   4-0  Silkeborg IF
- 1995  :  F.C. Copenhagen   2-1  Aalborg BK
- 1996  :  Brøndby IF     4-0  AGF
- 1997  :  Brøndby IF     2-0  F.C. Copenhagen
- 1998   nu s-a jucat
- 1999  :  AB             2-2  Aalborg BK                [AB on pen]
- 2000  :  Viborg FF      1-1  Herfølge BK [pen.]
- 2001  :  F.C. Copenhagen   2-0  Silkeborg IF
- 2002  :  Brøndby IF     1-0  Odense BK
- 2003  nu s-a jucat
- 2004  :  F.C. Copenhagen   2-1  Aalborg BK

### Performanță după club
| Titluri | Club            |
| ------- | --------------- |
| 4       | Brøndby IF      |
| 3       | F.C. Copenhagen |
| 1       | AB              |
| 1       | Viborg FF       |